# Magic America
Magic America, född 21 mars 2022, är en fransk varmblodig travhäst. Hon tränas av Sébastien Guarato och körs av Éric Raffin.
Melba du Gers började tävla 2024 och inledde med att galoppera för att sedan ta sin första seger i femte starten. Hon har hittills sprungit in 143 325 euro på 6 starter varav 4 segrar, 1 andraplats. Hon har tagit karriärens hittills största seger i Prix Roquépine (2025) och kommit på andraplats i  Prix Gélinotte (2025).

## Statistik
| Statistik för Magic America (Ref.) | Statistik för Magic America (Ref.) | Statistik för Magic America (Ref.) | Statistik för Magic America (Ref.) | Statistik för Magic America (Ref.) | Statistik för Magic America (Ref.) |
| ---------------------------------- | ---------------------------------- | ---------------------------------- | ---------------------------------- | ---------------------------------- | ---------------------------------- |
| Starter                            | Placeringar                        | Startprissumma                     | Segerprocent                       | Platsprocent                       | Rekord                             |
| 6                                  | 4-1-0                              | 143 325 euro                       | 67 %                               | 83 %                               | 1.14,6ak,                          |

### Större segrar
| År   | Lopp           | Kusk        | Vinstbelopp | Grupp   |
| ---- | -------------- | ----------- | ----------- | ------- |
| 2025 | Prix Roquépine | Éric Raffin | 67 500 EUR  | Grupp 2 |